# Відомі тварини
Відомі тварини — це тварини, які стали відомими завдяки тим чи іншим подіям у історії людства.

## Тварини відомих людей
- Блонді — німецька вівчарка, що належала Адольфу Гітлеру.
- Букефал — улюблений кінь Александра Македонського.
- Інцитат — улюблений кінь імператора Калігули, призначений ним римським сенатором.
- Каштанка — улюблений кінь Юзефа Пілсудського

## Тварини в космосі
- Лайка — радянський пес-космонавт, перша тварина, виведена на орбіту Землі.
- Фелікс — перший кіт-космонавт[1], у 1963 році здійснив суборбітальний політ по космічній програмі Франції.

## Тварини-актори
- Стів — собака (порода англійський сетер), яка зіграла роль у фільмі Білий Бім Чорне вухо, який вийшов 1977 року.

## Інші відомі тварини
- Балто — собака породи сибірський хаскі, їздовий собака із упряжі, який перевозив медикаменти під час епідемії дифтерії у 1925 році в містах штату Аляска, США.
- Тоґо — пес породи сибірський хаскі, їздовий собака із упряжі, який перевозив медикаменти під час епідемії дифтерії у 1925 році в містах штату Аляска, США.
- Батир — індійський слон з Карагандинського зоопарку в Казахстані, якому приписували здібності імітувати живу російську мову та звуки довкілля.
- Діна — учасник Другої Світової війни, перша собака диверсант в Червоній армії[2].
- Доллі — самка вівці, перша успішно клонована тварина з клітини іншого дорослого організму.
- Зарафа — жирафа-самка, що протягом 18 років в першій половині 19 століття мешкала у «Саду рослин» в Парижі.
- Коричневий пес — собака, представник групи порід тер'єр, який використовувався як піддослідний в медичній школі Університетського коледжу Лондона, що призвело до суспільних дискусій та заворушень, а згодом вилилося в судову справу.
- Нессі — нерозпізнана таємнича тварина чи група тварин, чию появу зафіксовано на шотландському озері Лох-Несс.
- Олгой-Хорхой — легендарна істота, що нібито мешкає на південь від Алтайських гір в безлюдних пустелях, яка вбиває велику рогату худобу та людей, ймовірно, електричним розрядом або отрутою.
- Пауль — восьминіг, якому приписують здібності оракула. Жив у океанаріумі Sea Life Centre у німецькому місті Обергаузен.
- Фейт — собака-інвалід, що проживає в місті Манассас (штат Вірджинія, США), вміє ходити вертикально.
- Хатіко — пес породи Акіта-іну, який народився на фермі неподалік міста Одате, префектура Акіта. Символ вірності і відданості в Японії.
- Жеводанський звір — звір-людожер, що тероризував французьку провінцію Жеводан у 1764—1767 рр.
- Тама (кішка) — наглядач станції в Японії

## Вигадані тварини
- Мобі Дік — гігантський кит з роману американського письменника Германа Мелвілла.
- Собака Баскервілів — собака з однойменної повісті сера Артура Конан Дойля.
- Ктулху — фантастична істота (поганське божество) з творів-жахів Говарда Лавкрафта.
- Чебурашка — маленька вигадана істота, персонаж книг Едуарда Успенського, мультиплікаційний герой екранізований Романом Качановим.